# Master theorem de Glasser
En calcul intégral, le master theorem de Glasser explique comment une certaine classe de substitutions peut simplifier certaines intégrales impropres sur tout l'intervalle réel. Il est applicable dans les cas où les intégrales doivent être interprétées comme des valeurs principales de Cauchy et a fortiori lorsque les intégrales convergent absolument. Il porte le nom de M. L. Glasser, qui l'a établi en 1983, bien qu'on retrouve une première étude de cette égalité par George Pólya et Gabor Szegö dès 1924, dans le cadre de l'étude de fonctions rationnelles qui préservent la mesure de Lebesgue.

## Cas particulier: la transformation de Cauchy-Schlömilch
Un cas particulier appelé substitution de Cauchy-Schlömilch ou transformation de Cauchy-Schlömilch  était connu de Cauchy au début du XIXe siècle. Il dit que si
{\displaystyle u=x-{\frac {1}{x}}\,}
alors
{\displaystyle \operatorname {PV} \int _{-\infty }^{\infty }F(u)\,\mathrm {d} x=\operatorname {PV} \int _{-\infty }^{\infty }F(x)\,\mathrm {d} x\qquad ({\text{Note: }}F(u)\,\mathrm {d} x,{\text{ et non }}\ F(u)\,\mathrm {d} u)}
où PV désigne la valeur principale de Cauchy.

## Le théorème principal
Si {\displaystyle a}, {\displaystyle a_{i}}, et {\displaystyle b_{i}} sont des nombres réels et
{\displaystyle u=x-a-\sum _{n=1}^{N}{\frac {|a_{n}|}{x-b_{n}}}}
alors
{\displaystyle \operatorname {PV} \int _{-\infty }^{\infty }F(u)\,\mathrm {d} x=\operatorname {PV} \int _{-\infty }^{\infty }F(x)\,\mathrm {d} x.}

## Exemples
- On a :

{\displaystyle \int _{-\infty }^{\infty }{\frac {x^{2}\,\mathrm {d} x}{x^{4}+1}}=\int _{-\infty }^{\infty }{\frac {\mathrm {d} x}{\left(x-{\frac {1}{x}}\right)^{2}+2}}=\int _{-\infty }^{\infty }{\frac {\mathrm {d} x}{x^{2}+2}}={\frac {\pi }{\sqrt {2}}}.}
- La fonction caractéristique d'une distribution de Lévy est donnée par :

{\displaystyle \varphi (t)=\int _{0}^{+\infty }{\sqrt {\frac {c}{2\pi }}}{\frac {1}{x^{3/2}}}\mathrm {e} ^{-{\frac {c}{2x}}}\mathrm {e} ^{\mathrm {i} tx}\mathrm {d} x}
Or, 
{\displaystyle {\begin{aligned}\varphi (\mathrm {i} t)&=\int _{0}^{+\infty }{\sqrt {\frac {c}{2\pi }}}{\frac {1}{x^{3/2}}}\exp \left(-{\frac {c}{2x}}-tx\right)\mathrm {d} x\\[3pt]&={\sqrt {\frac {c}{2\pi }}}\int _{0}^{+\infty }{\frac {1}{x^{3/2}}}\exp \left(-{\frac {c}{2x}}-tx\right)\mathrm {d} x\\[3pt]&{\stackrel {x={\frac {c}{2u^{2}}}}{=}}{\frac {2}{\sqrt {\pi }}}\int _{0}^{+\infty }\exp \left(-u^{2}-{\frac {ct}{2u^{2}}}\right)\mathrm {d} u\\[3pt]&={\frac {2}{\sqrt {\pi }}}\times {\frac {1}{2}}\int _{-\infty }^{+\infty }\exp \left[-\left(u-{\sqrt {\frac {ct}{2}}}{\frac {1}{u}}\right)^{2}-{\sqrt {2ct}}\right]\mathrm {d} u\end{aligned}}}
Le théorème principal de Glasser permet de conclure :
{\displaystyle \varphi (\mathrm {i} t)={\frac {1}{\sqrt {\pi }}}\exp \left(-{\sqrt {2ct}}\right)\int _{-\infty }^{+\infty }\exp \left(-u^{2}\right)\mathrm {d} u={\frac {1}{\sqrt {\pi }}}\exp \left(-{\sqrt {2ct}}\right)\times {\sqrt {\pi }}=\exp \left(-{\sqrt {2ct}}\right)}